# 아름다운 문학
아름다운 문학(Belles-lettres)은 작문의 한 형태로 본래의 의미는 아름답거나 훌륭한 문체를 말한다.  이것은 소설, 시, 드라마와 같은 쟝르에 속하지 않으며 단지 언어의 미적인 부분에 중점을 둔 것을 말하기도 한다.  문자적으로 보면, 이 용어는 프랑스어로 아름다운 글을 말한다.
스코틀랜드의 수사학자인 케임즈 경은 아름다운 문학의 목적은 개인의 취향에 논리적 기초를 설계하는 것으로 정의하였다.
이런 쟝르의 또 다른 대표적인 인물로써 휴 블레어가 있다.

## 같이 보기
- 금석문·문예 아카데미